# Dzika Turniczka

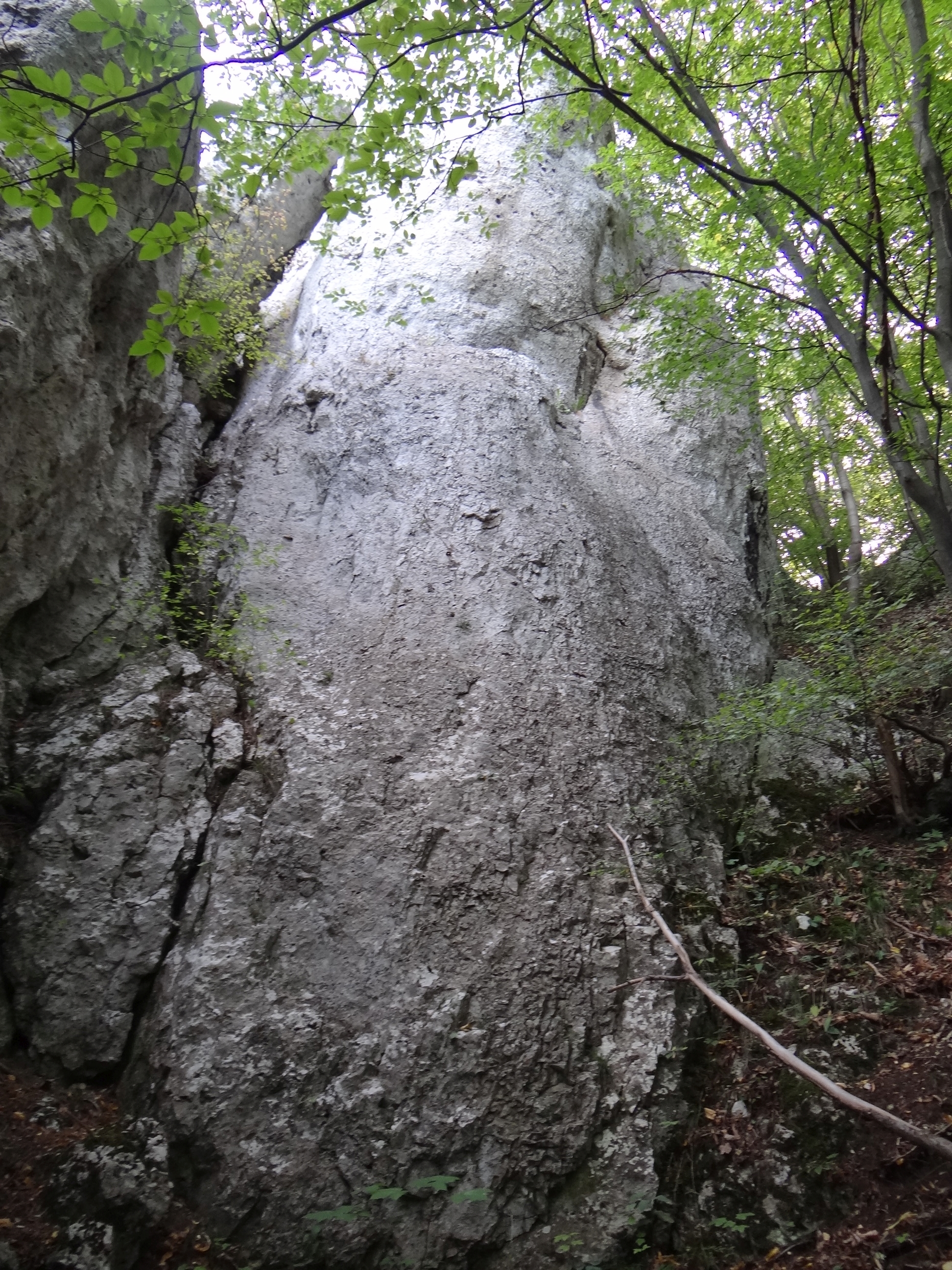

Dzika Turniczka – skała w Dolinie Kluczwody na Wyżynie Olkuskiej, w miejscowości Wierzchowie, w województwie małopolskim, w powiecie krakowskim, w gminie Wielka Wieś. Znajduje się w górnej części orograficznie lewych zboczy doliny, w grupie skał wznoszących się na zachodnim stoku Berda, w bliskiej odległości od Jaskini Wierzchowskiej Górnej. W kolejności na południe są to skały Jaskini Wierzchowskiej Górnej, Poprzeczna Turnia, Zaroślak i Dzika Turniczka.
Dzika Turniczka to znajdująca się w lesie wapienna skała na stromym zboczu. Ma wysokość około 10 m i jest obiektem wspinaczki skalnej. Poprowadzono na niej 4 drogi wspinaczkowe o trudności III – VI w skali Kurtyki.
W Dzikiej Turniczce znajduje się Jaskinia Krecia.